# Рашнов
Рашнов (рум. Râșnov, мађ. Barcarozsnyó) град је у Румунији, у средишњем делу земље, у историјској покрајини Трансилванија. Рашнов је град у оквиру округа Брашов.
Рашнов је према последњем попису из 2002. имао 15.456 становника.
Рашнов је смештен у познатој туристичкој области у румунским Карпатима. Непосредно изнад града налази се истоимени замак Рашнов, јужно се налази чувени замак Бран, а познат скијашка одредишта Појана Брашов и Предеал су такође смештена у окружењу града.

## Географија
Град Рашнов налази се у југоисточном делу историјске покрајине Трансилваније, око 20 km јужно до Брашова, којем је постао предграђе током протеклих деценија.
Рашнов се налази у пространој и плодној котлини реке Олт. Источно и јужно од града издижу се Карпати, а северно се издиже побрђе средишње Трансилваније. Надморска висина града је око 630 m.

## Становништво
У односу на попис из 2002, број становника на попису из 2011. се смањио.
| 1966. | 1977.  | 1992.  | 2002.  | 2011. |
| ----- | ------ | ------ | ------ | ----- |
| 9.700 | 13.792 | 16.384 | 16.242 | 4.755 |

Матични Румуни чине огромну већину градског становништва Рашнова, а од мањина присутни су Мађари, Роми и Немци. Мањине, а посебно Немци, су биле знатно бројније до средине 20. века.

## Галерија
- Замак Рашнов
- Панорама Рашнова
- Саска црква
- Главна градска улица